# Joseph-Nicolas Robert-Fleury

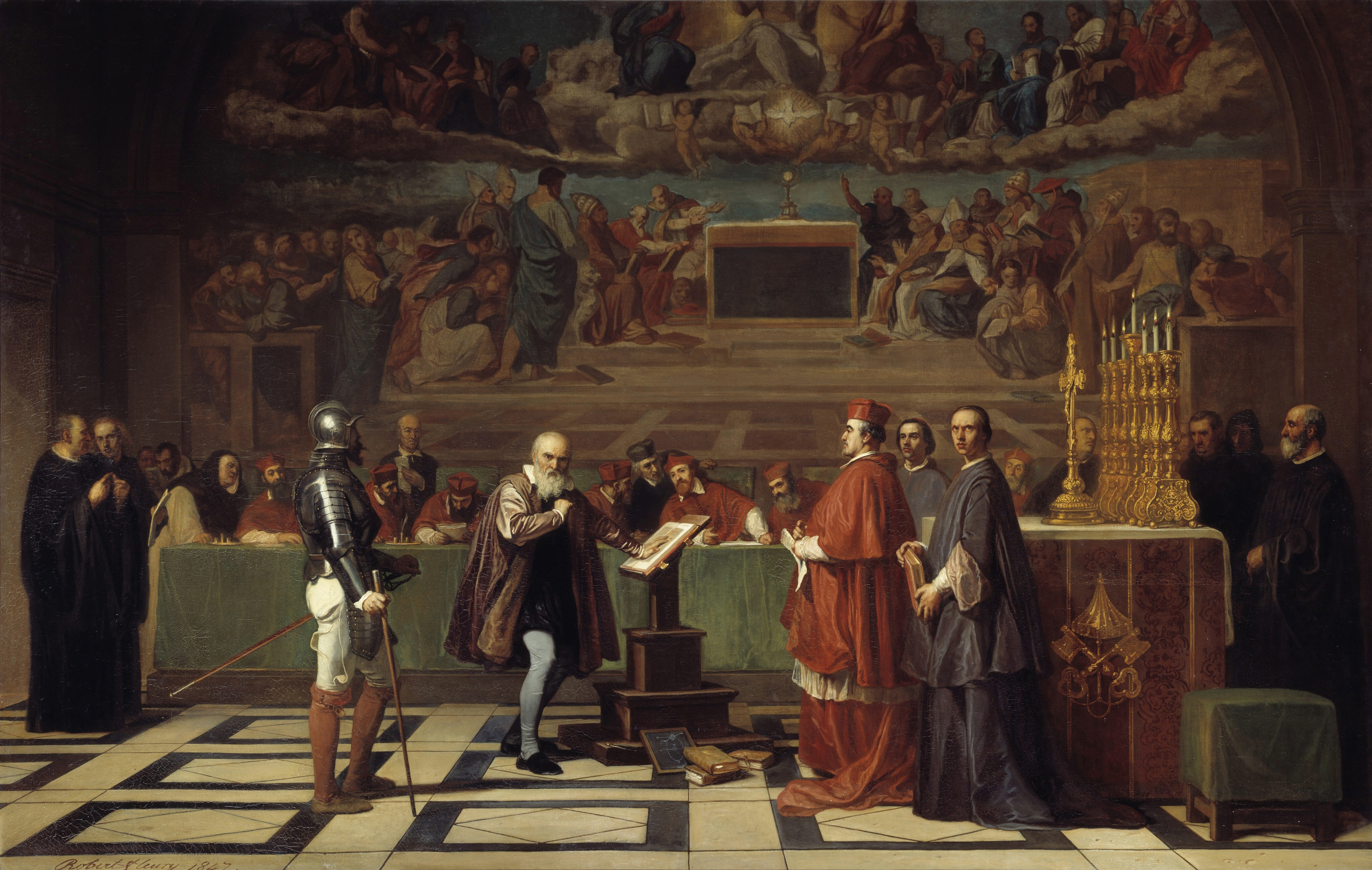
Joseph-Nicolas Robert-Fleury – Galileo Galilei inför inkvisitionen.

Joseph-Nicolas Robert-Fleury, född den 8 augusti 1797 i Köln, död den 5 maj 1890 i Paris, var en fransk målare, far till Tony Robert-Fleury. 
Robert-Fleury, som hade franska föräldrar, studerade i Paris för Gros, Vernet och Girodet, vistades fyra år i Rom och bosatte sig 1826 i Paris. 
Efter att ha målat flera historiska genrebilder utställde han 1833 en dramatiskt livfull Scen från Bartolomeinatten, som följdes av Autodafé i Spanien (1845), Jane Shore skymfad av pöbeln (1850) och Plundring av ett judiskt hus i Venedig (1855). 
Men han målade även lugnare scener, vilka hör till hans bästa; sådana är Religionssamtalet i Poissy 1561 (1840, Louvren), Columbus mottages av Ferdinand och Isabella efter sin första upptäcktsresa med flera. 
Dessutom målade han anekdotiska framställningar ur konstnärers och lärda mäns liv, exempelvis Murillo som barn, Michelangelo skötande sin sjuke tjänare, Karl V och Tizian och Tizians lik under pesten i Venedig 1576 (Antwerpens museum). 
Han utförde även historiebilder i Versailles och i handelsdomstolens sal i Paris samt var mycket anlitad som porträttmålare. Åren 1865-66 var han direktör för den franska akademien i Rom.

## Utmärkelser
- Kommendör av Hederslegionen,  1867[11]
- Riddare av Leopoldsorden,  1887
- Pour le Mérite för vetenskap och konst

[Redigera Wikidata]